# Jeannette Brown
Pour les articles homonymes, voir Brown.
Jeannette Elizabeth Brown (née le 13 mai 1934) est une chimiste médicinale organique américaine à la retraite, historienne et autrice.

## Jeunesse et éducation
Jeannette Brown naît en 1934 dans le Bronx , à New York. Jeune, elle contracte la tuberculose, et est traitée par Arthur Logan, un jeune afro-américain dans son année de résidence qui vivait dans le même immeuble qu'elle. L'inspiration ultérieure de Jeannette Brown pour étudier la science lui vient lorsqu'elle demande à Arthur Logan comment on peut devenir médecin, et qu'il lui répond : « Oh, étudiez la science ». Jeannette Brown excelle en particulier en chimie, obtenant 98 sur 100 à l'examen de chimie des New York State Regents. Elle va ensuite à la New Dorp High School, à Staten Island et obtient son diplôme en 1952,. Jeannette Brown obtient son baccalauréat en chimie au Hunter College en 1956. En 1958, elle devient la première femme afro-américaine à obtenir une maîtrise de l' Université du Minnesota, en chimie organique. Sa thèse de maîtrise est intitulée Étude de la formation de colorants et d'ylures dans les sels de 9- (P-diméthylaminophényl) fluorène.

## Recherche en chimie
Après sa maîtrise, Brown commencé à travailler comme chercheuse chimiste chez CIBA Pharmaceutical Company, où elle participe à des programmes de recherche pour le développement de médicaments ciblant la tuberculose et la coccidiose . Elle part ensuite travailler cher Merck en 1969, où elle co-écrit 15 publications, obtient un brevet et contribue à 5 autres. Le travail de Jeannette Brown se concentre sur la synthèse de nouveaux composés médicinaux. Elle travaille à développer le composé cilastatine sodique, un inhibiteur de la déshydropeptidase rénale. Étant donné que l'antibiotique, l'imipénem, est l'un de ces antibiotiques hydrolysé par la déshydropeptidase, la cilastatine est utilisée en association avec l'imipénem pour empêcher son métabolisme. Cette combinaison crée l'antibiotique Primaxin (imipénem / cilastatine), qui est utilisé pour traiter les infections internes sévères, ainsi que les maladies causées par des bactéries carnivores et certains types de pneumonie.
Pour réussir dans l'industrie, Jeannette Brown croit qu'il faut être une communicatrice efficace, pouvoir travailler en équipe et avoir une solide formation scientifique dans un domaine en constante évolution.

## Sensibilisation
Brown passe 36 ans dans la recherche avant de se tourner vers l'éducation. De 1993 à 2002, elle est professeur invitée au New Jersey Institute of Technology, où elle aide également à recruter des étudiants noirs pour entrer dans les domaines STEM et travaille sur des questions d'éducation scientifique dans l'état. C'est également là qu'elle enseigne aux professeurs de chimie des collèges et lycées. Elle obtient une bourse de la Fondation Camille et Henry Dreyfus qu'elle met à la disposition des professeurs de chimie. Jeannette Brown consacre d'importants efforts professionnels à des projets de diversité et de sensibilisation ; elle siège au Comité de la National Science Foundation sur l'égalité des chances pour les femmes minoritaires et les personnes handicapées. Elle est l'historienne du Women Chemist Committee de l'American Chemical Society. Aujourd'hui, début 2021, Jeannette Brown continue à encadrer les élèves des collèges et des lycées grâce au prix Freddie et Ada Brown. Elle a fondé ce prix en 2010 en l'honneur de ses parents.

## L'historienne
En tant qu'historienne des sciences, Jeannette Brown contribue à sept profils biographiques au projet de biographie nationale afro-américaine, dont le profil des premières femmes afro-américaines à obtenir un doctorat en chimie et en génie chimique. Elle est l'autrice du livre de 2011 African American Women Chemists, qui dresse le portrait des premières femmes afro-américaines en chimie. Son deuxième livre African American Women Chemists in the Modern Era se concentre sur les femmes contemporaines qui ont bénéficié de la loi sur les droits civils et qui travaillent maintenant comme chimistes ou ingénieurs chimistes.

## Citations
Dans une interview accordée à l'Université du Minnesota, Jeanette Brown conseille aux jeunes femmes qui entrent dans les domaines scientifiques de se lancer malgré les inévitables affrontements qui se présenteront. « Vous devez juste continuer, dit-elle, vous ne pouvez pas vous arrêter. Si vous arrêtez, vous n'obtiendrez pas ce que vous voulez. »
« Allez tout jusqu'au doctorat. Ne vous arrêtez pas à une maîtrise », dit-elle. « Si vous êtes titulaire d'un doctorat, vous êtes le patron. »
« Je pense que travailler dur et apprendre de nouvelles choses vous garde jeune. »

## Récompenses et honneurs
- 1991, élue au Hunter College Hall of Fame [8]
- 2004, Société de Chimie Industrielle Fellow de la Chemical Heritage Foundation (section américaine)
- 2005, récipiendaire du prix pour réalisations exceptionnelles, Université du Minnesota
- 2005, Prix national pour l'encouragement des étudiants défavorisés à une carrière dans le récipiendaire des sciences chimiques, American Chemical Society
- 2007, boursière de l'Association for Women in Science[3]
- 2009, Glenn E. et Barbara Hodson Ullyot Scholar de la Chemical Heritage Foundation [6]
- 2009, membre de l' American Chemical Society dans la Division des relations professionnelles [9]
- 2020, Prix Henry Hill, American Chemical Society [10]